# Skrîpali, Romnî
Skrîpali (în ucraineană Скрипалі) este un sat în comuna Pustoviitivka din raionul Romnî, regiunea Sumî, Ucraina.

## Demografie
Componența lingvistică a localității Skrîpali
     Ucraineană (100%)
Conform recensământului din 2001, toată populația localității Skrîpali era vorbitoare de ucraineană (100%).